# Агия Трияс
Агѝя Трия̀с (на гръцки: Αγία Τριάς; на турски: Sipahi) е село в Кипър, окръг Фамагуста. Според статистическата служба на Северен Кипър през 2011 г. селото има 614 жители.
Де факто е под контрола на непризнатата Севернокипърска турска република.